# خوان مارتینز ویلاسکا
خوان مارتینز ویلاسکا (انگلیسی: Joan Martínez Vilaseca; ۴ مارس ۱۹۴۳ – ۱۹ سپتامبر ۲۰۲۱) بازیکن فوتبال اهل اسپانیا و یک مربی فوتبال بود. او همچنین به عنوان مدیر تیم جوانان در باشگاه بارسلونا کار می‌کرد.